# Palácio Alverca
O Palácio Alverca (também designado como Antigo Palácio Pais do Amaral, Antigo Palácio São Luís e Casa do Alentejo) é um palácio localizado na freguesia de Santa Justa, em Lisboa, Portugal.
É um edifício classificado como Monumento de Interesse Público pelo IGESPAR.
Teve a sua construção no fim do século XVII. De referir que o palácio pertenceu à família Paes de Amaral. A designação Palácio São Luís advém do facto de se encontrar diante da igreja com essa invocação.
No edifício chegou a funcionar um liceu e um armazém para mobiliário. Já no ano de 1919, nele esteve instalado um dos primeiros casinos da cidade de Lisboa, o Magestic Club. Nessa altura o edifício sofreu grandes alterações, sendo que as decorações interiores ganharam um estilo revivalista. A reestruturação durou até 1919 e foi dirigida pelo Arquitecto António Rodrigues da Silva Júnior. Participaram muitos artistas e artesãos, entre os quais Benvindo Ceia, Domingos Costa, José Ferreira Bazalisa e Jorge Colaço.

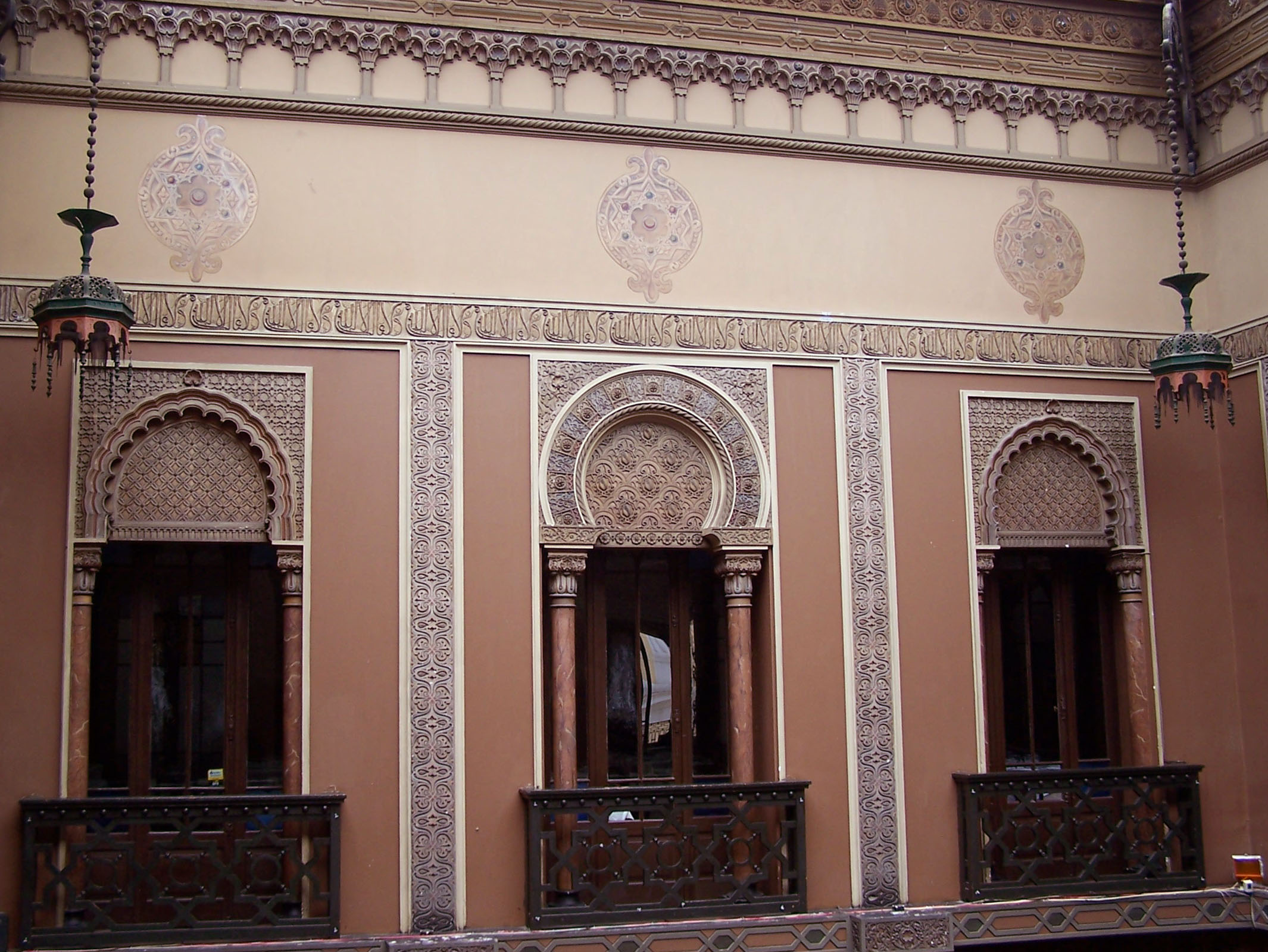
Vista interior

Em 1932 o Grémio Alentejano instalou-se no local. Posteriormente, em 1981 a Casa do Alentejo adquiriu o imóvel.
O palácio apresenta um planta quadrangular e três pátios. (um dos quais veio a ser fechado dando origem à actual "Sala Velez Conchinhas" servindo o Restaurante.  No interior existem elementos de azulejaria, com destaque para as salas do restaurante. Contém peças neo-góticas, neo-árabes, neo-renascentistas, neo-rococós e de Arte Nova, assim como elementos do barroco.